# 홍시영 (작가)
홍시영은 대한민국의 텔레비전 드라마 작가이다. 

## 드라마
- 2024년 JTBC 수목 미니시리즈 《조립식 가족》 ... 집필